# Саутгемптон Тауншип (округ Сомерсет, Пенсільванія)
Саутгемптон Тауншип (англ. Southampton Township) — селище (англ. township) в США, в окрузі Сомерсет штату Пенсільванія. Населення — 603 особи (2020).

## Демографія
Згідно з переписом 2010 року, у селищі мешкало 630 осіб у 250 домогосподарствах у складі 186 родин. Було 305 помешкань
Расовий склад населення:
| - 99,4 % — білих |

До двох чи більше рас належало 0,6 %. Частка іспаномовних становила 0,3 % від усіх жителів.
За віковим діапазоном населення розподілялося таким чином: 19,7 % — особи молодші 18 років, 61,1 % — особи у віці 18—64 років, 19,2 % — особи у віці 65 років та старші. Медіана віку мешканця становила 44,1 року. На 100 осіб жіночої статі у селищі припадало 105,9 чоловіків;  на 100 жінок у віці від 18 років та старших — 104,9 чоловіків також старших 18 років.
Середній дохід на одне домашнє господарство  становив 54 570 доларів США (медіана — 45 208), а середній дохід на одну сім'ю — 61 776 доларів (медіана — 54 583). Медіана доходів становила 47 917 доларів для чоловіків та 36 250 доларів для жінок. За межею бідності перебувало 13,8 % осіб, у тому числі 13,9 % дітей у віці до 18 років та 27,4 % осіб у віці 65 років та старших.
Цивільне працевлаштоване населення становило 259 осіб. Основні галузі зайнятості: освіта, охорона здоров'я та соціальна допомога — 24,3 %, будівництво — 14,7 %, виробництво — 13,9 %.